# Evaristo Rodríguez de Bedia
Evaristo Rodríguez de Bedia (c. 1860-†Santander, 18 de diciembre de 1944) fue un periodista y escritor español.

## Biografía
En la década de 1890 fue redactor del periódico carlista La Región Cántabra de Santander. También fue colaborador de El Atlántico y de El Diario Montañés, editados en la misma ciudad. Colaboró además en diarios como El Carbayón de Oviedo o El Día de Madrid.
Amigo íntimo de José María de Pereda, fue coautor de una biografía suya. Al igual que Pereda, Rodríguez de Bedia militó en el carlismo, participando, por ejemplo, en una suscripción para la rotativa de El Correo Español de Madrid en 1908 y en otra para obsequiar con medallas de oro a unas señoras que mostraron arrojo y serenidad ante el ataque de unas turbas radicales en un mitin jaimista de Medina del Campo en 1910.
Se le atribuyen más de 400 narraciones publicadas en periódicos y revistas. Destacó por su obra Narraciones cántabras. Escribió, además de ésta, otras tres colecciones de cuentos.
En su aspecto literario, la revista El Eco Franciscano dijo de él que «como tiene robusta mentalidad, sabe desentrañar el alcance de los hechos que parecen más vulgares de la existencia y como además es un temperamento de escritor, sus ideas las expone sin ceguedad, cubriéndolas con el más brillante ropaje artístico, poniendo la fantasía al servicio del pensamiento».
Estuvo casado con Ramona Romero Duarte. Fue enterrado en el cementerio de Ciriego.

## Obras
- Narraciones cántabras (1905)
- El señor Benito (1906)
- Amigo de Dios… (1907)
- Makofá (1908)